# Playa de la Caleta (strand i Spanien, Provincia de Málaga)
Playa de la Caleta är en strand i Spanien.   Den ligger i provinsen Provincia de Málaga och regionen Andalusien, i den södra delen av landet, 400 km söder om huvudstaden Madrid.